# Kindrativka, raionul Sumî, regiunea Sumî
Kindrativka (în ucraineană Кіндратівка) este localitatea de reședință a comunei Kindrativka din raionul Sumî, regiunea Sumî, Ucraina.

## Demografie
Componența lingvistică a localității Kindrativka
     Ucraineană (93,74%)
     Rusă (5,57%)
Conform recensământului din 2001, majoritatea populației localității Kindrativka era vorbitoare de ucraineană (93,74%), existând în minoritate și vorbitori de rusă (5,57%).